# Bonaparte (famiglia)
(Napoleone Bonaparte in Mémoires du docteur F. Antommarchi, ou Les derniers momens de Napoléon, Sant'Elena, 1819-1821)

Grande stemma dei Bonaparte Imperatori

I Bonaparte (originariamente Buonaparte) sono una famiglia còrsa originaria di Sarzana. Grazie alle gesta di Napoleone I e Napoleone III giunsero ad avere fama e gloria nel continente europeo, governando nel XIX secolo una consistente parte dell'Europa.

## Storia

### Origine

Arma della famiglia Bonaparte (Buonaparte) di San Miniato

I Bonaparte, già Buonaparte, sono una nobile famiglia corsa di origine italiana. Una certa tradizione storiografica ottocentesca, basata su un documento che si è rivelato successivamente un falso moderno, fa risalire le origini dei Buonaparte alla famiglia di origine longobarda dei Cadolingi.
Secondo la versione accettata dallo stesso Napoleone e da altri membri della famiglia, i Buonaparte sarebbero  originari di Firenze, dove si schierarono dalla parte ghibellina. Con la vittoria del partito dei Guelfi, nel Duecento, dovettero lasciare la città andando in esilio, prima a San Miniato, e infine a Sarzana, nell'allora Repubblica di Genova ove il primo membro conosciuto della famiglia si trova citato come Bonapars figlio di Gianfardo. Questa versione non trova conferma in alcun documento e probabilmente è stata "inventata" da Carlo Maria per poter dimostrare nobili origini discendendo così dagli aristocratici Bonaparte di Firenze.
Altri documenti farebbero supporre la presenza dei Bonaparte in alcune località vicine a Sarzana prima dell'ipotetico esilio da Firenze, ma tale nome era molto diffuso in Italia ed anche in questo caso, mancando documenti che si colleghino con Gianfardo, il ritenere che la famiglia potesse essere arrivata a Sarzana dalla Lunigiana, da Luni, da Pontremoli o da Marciaso (Fosdinovo), resta solo un'ipotesi.

### XIII secolo

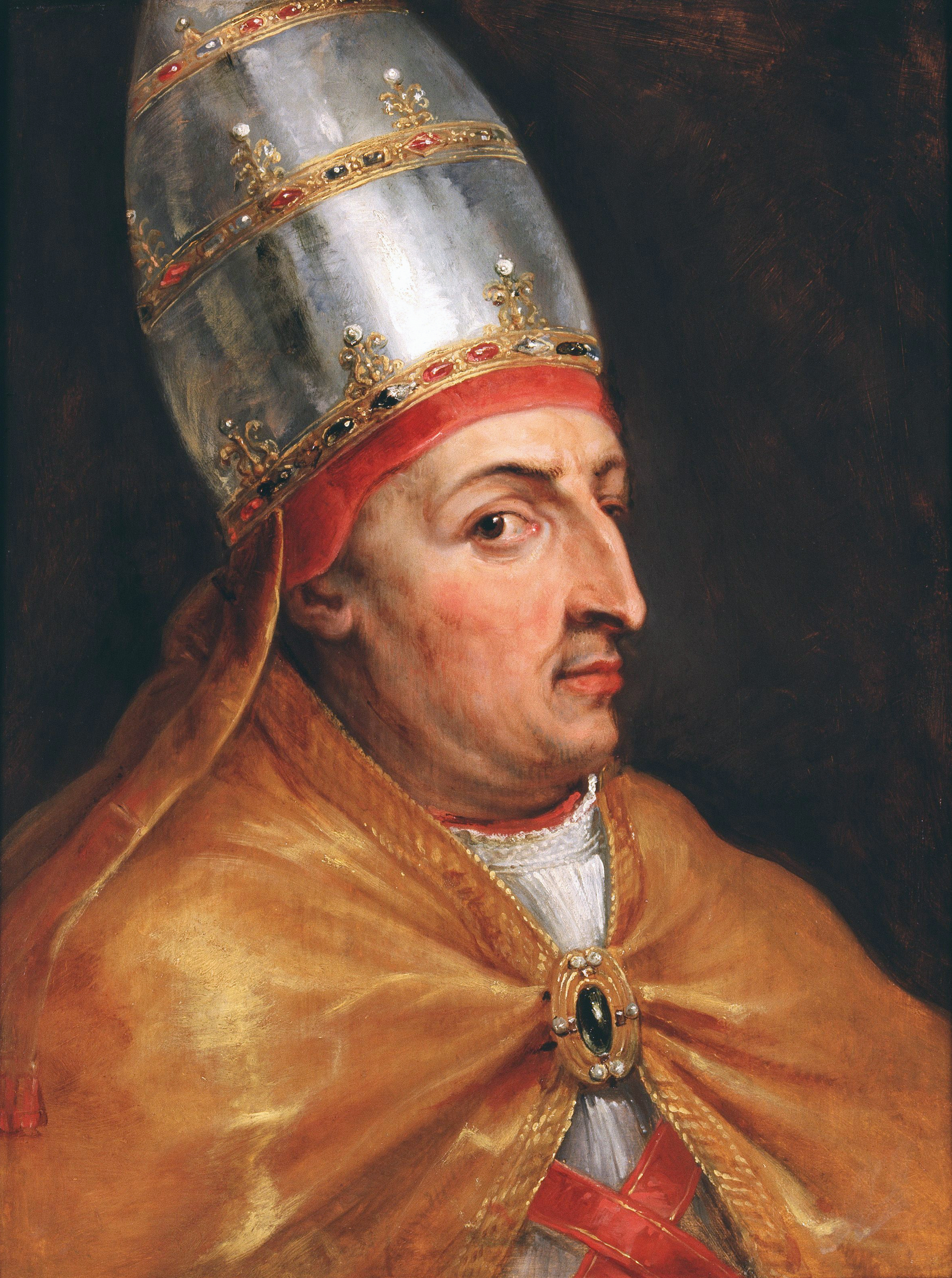
Papa Niccolò V

Il capostipite eponimo della famiglia, Bonaparte di Gianfardo, fu un notaio attivo a Sarzana nel XIII secolo. Diventò membro del consiglio comunale della città e i suoi discendenti divennero molto importanti per la città, ottenendo incarichi pubblici e professionali di rilievo, altri furono canonici nella cattedrale di Santa Maria. Grazie a matrimoni con i Calandrini, imparentati con papa Niccolò V, e tra Cesare Buonaparte e Apollonia della Verrucola, acquistarono sempre più potere.

### XVI secolo
I Buonaparte passarono quindi in Corsica, prima a Bastia, con Giovanni Buonaparte, che divenne reggente delle città sotto il governatore genovese Tomasino Campofregoso, e poi definitivamente ad Ajaccio, dove l'ultimo discendente della famiglia Bonaparte, Gabriele, nel 1567 si trasferì partendo dalla centralissima via Mazzini ad Ajaccio. In questa città visse Francesco, funzionario del Banco di San Giorgio, la cui famiglia vi si trasferì nel 1510. Nel 1567 la famiglia lasciò completamente Sarzana, vendendo tutti i suoi possedimenti che aveva colà.

### XVIII secolo

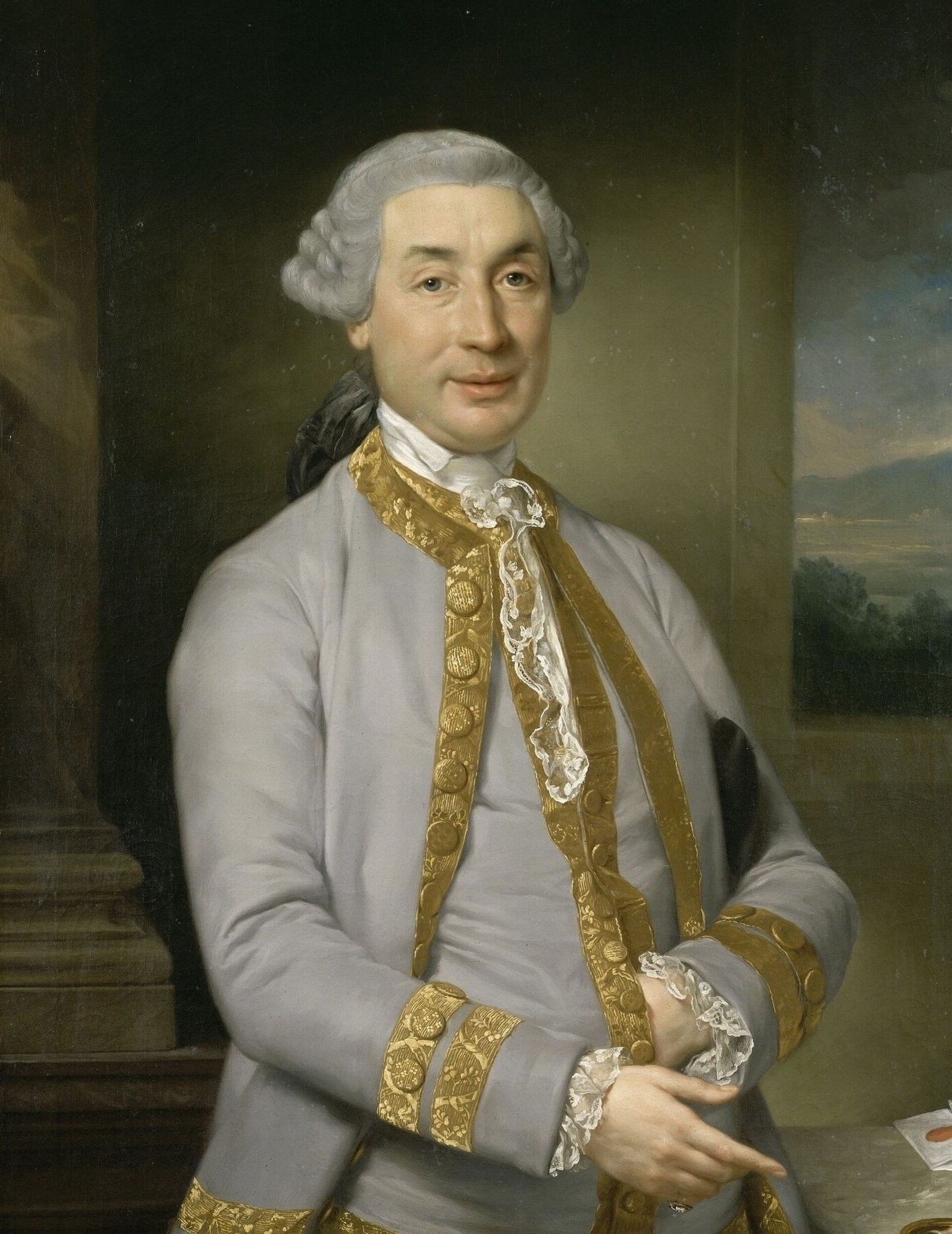
Carlo Maria Buonaparte in un quadro del XVIII secolo

Il legame con la penisola italiana non fu mai rescisso: Carlo Maria Buonaparte, padre del più celebre Napoleone Bonaparte, studiò diritto all'Università di Pisa come molti suoi antenati. E attraverso i lontani parenti di San Miniato nel Granducato di Toscana, riuscì a ottenere il titolo di nobile di San Miniato, che gli permise di entrare il 13 settembre 1771 nella nuova nobiltà còrsa, voluta dai francesi che nel 1768 erano diventati i nuovi padroni dell'isola. Il legame resta di tipo politico: Napoleone III Bonaparte fu amante della nobile spezzina Virginia Oldoini.

### Imperatori di Francia

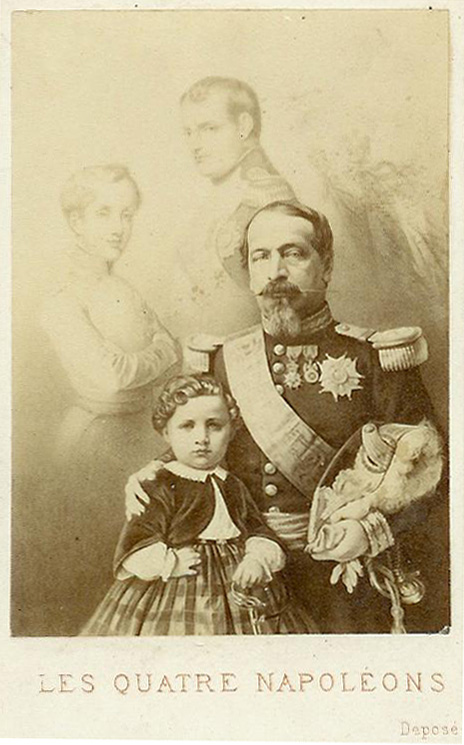
I Quattro Napoleone in una stampa del 1854.

La dinastia divenne famosa per la Corsica, la Francia e l'Europa con Napoleone, che fu imperatore dei francesi e Re d'Italia. Dopo la caduta dell'Impero e l'esilio di Napoleone, prima all'Isola d'Elba e poi quello definitivo all'isola di Sant'Elena, la maggior parte della famiglia si stabilì a Roma sotto la protezione di papa Pio VII: Letizia Ramolino a Palazzo Rinuccini, i fratelli Luigi e Girolamo rispettivamente a Palazzo Mancini e a Palazzo Nuñez, la sorella Paolina nella sua villa sulla Nomentana. L'ultimo discendente maschio della famiglia è Giovanni Cristoforo Bonaparte, nato nel 1986, e l'ultima nata della famiglia è Sofia Napoleone Bonaparte, nata nel 1992, entrambi discendenti di Girolamo Bonaparte.

## Albero genealogico
(! = linea di discendenza illegittima)

### La genealogia di Sarzana
```
    Gianfardo, vissuto fra la fine del XII e l'inizio del XIII secolo
    │
    └──>Bonapars o Bonapax, membro del sindacato di 
Sarzana
 e il Vecchio di Sarzana (m. 1245)
        │
        └──>Giovanni (m. ca 1312)
            x (1) Vita, figlia di Pasqualino di Sarzanello
            x (2) Giovanna Sacchetti
            │
            └──>Jacopo, notaio imperiale, sindaco di 
Sarzana

                │
                └──> Nicolosio, notaio imperiale (m. 1397)
                     │
                     └──>Giovanni
                         x 24 aprile 1397 Isabella Calandrini
                         │
                         └──>Cesare Buonaparte
                             x 1440 Appolonia Malaspina, figlia di Nicolò marchese di Verrucola
                             │
                             └──>Giovanni
                                 │
                                 └──> Francesco detto "Il Mauro"
```

### La genealogia da Francesco, dettoil Moroa Carlo Maria
```
Francesco detto "Il Moro" (m. Ajaccio 1540)
x Caterina di Castelletto di Pietrasanta
│
└──> Gabriele Buonaparte detto "di Sarzana", soldato mercenario della Repubblica di 
Genova
 ad 
Ajaccio

     └──> Girolamo Buonaparte, notaio, procuratore dei Nobili Anziani nel 1554, deputato d'Ajaccio presso il Senato di Genova
          x Camilla, figlia di Carlo Cattaccioli di Bonifacio e di Francesca d'Istria
          └──> Francesco Buonaparte, capitano della città nel 1596, membro del Consiglio degli Anziani d'Ajaccio (1616).
               └──> Sebastiano Nicolò Buonaparte, membro del Consiglio degli Anziani d'Ajaccio (1620 - 1622).
                   x (1) 12/09/1623 Angela Trolio-Lubero
                   x (2) 19/05/1630 Maria Rastelli.
                   ├──>Luciano
                   ├──>Napoleone
                   └──> Carlo Maria I (1637 - 08/1692), Anziano d'Ajaccio.
                        x 10/06/1657: Virginia, figlia di Pietro Odone.
                        └──> Giuseppe Maria (24/02/1663 - 10/1703), membro del Consiglio degli Anziani d'Ajaccio.
                            x 20/12/1682 Maria Bozzi, morta nell'ottobre 1704.
                            └──> 
Sebastiano II
 (29/09/1683 - 24/11/1760), membro del Consiglio degli Anziani d'Ajaccio (1720 - 1722).
                                 x sposa: Maria Anna Tusoli, morta il 17/09/1760.
                                 ├──> Napoleone, morto il 17/08/1767, membro del Consiglio degli Anziani d'Ajaccio.
                                 │    x 04/11/1743: Maria Rosa figlia di Giovan Battista Bozzi.
                                 ├──>
Luciano
, nato l'8/01/1718, morto il 15/10/1791.
                                 └──> Giuseppe Maria II (31/05/1713 - 13/12/1763), membro del Consiglio degli Anziani d'Ajaccio (1750-1753).
                                      x 05/03/1741: Maria-Saveria, figlia di Giuseppe Maria Paravicini, morta nel 1780
                                      └──>
Carlo Maria Buonaparte
 (
1746
-
1785
) sposa 
Maria Letizia Ramolino
 (
1750
-
1836
)
```

### La discendenza di Carlo Maria e Maria Letizia
```
│
├──>
Giuseppe Bonaparte
 (
1768
  -
1844
), sposò 
Giulia Clary
 (
1771
 - 
1845
)
│   └──>
Giulia Giuseppina Bonaparte
 (
1796
 - 
1796
)
│   └──>
Zenaide Letizia Bonaparte
 (
1801
 - 
1854
), sposò 
|       
Carlo Luciano Bonaparte
 (
1803
 - 
1857
)
│   └──>
Carlotta Napoleone Bonaparte
 (
1802
 - 
1839
)
│
├──>
Napoleone Bonaparte
 (
1769
 - 
1821
), sposò prima 
|   ! 
Giuseppina di Beauharnais
 (
1763
 - 
1814
) e poi
│   ! 
Maria Luisa d'Asburgo-Lorena
 (
1791
 - 
1847
)
│   !  └──>
Napoleone II
 (
1811
 - 
1832
)
│   !
│   └──>da 
Luisa Caterina Eleonora Denuelle de La Plaigne
 (
1787
 - 
1868
)
│   !      └──>
Carlo, conte Léon
 (
1806
 - 
1881
)
│   └──>da 
Maria Walewska
 (
1786
 – 
1817
)
│          └──>
Alessandro Floriano Giuseppe, conte Colonna-Walewski
 (
1810
 - 
1868
)
│
├──>
Luciano Bonaparte
 (
1775
  -
1840
), sposò prima Cristina Boyer e poi 
|   |  Alexandrine de Bleschamp:
│   └──>4 figli dalla prima sposa, 
Cristina Boyer
 (
1771
 - 
1800
)
│   │  └──>due figli maschi morti prima della maggiore età
│   │  └──>
Filistina Carlotta
 (Saint Maximin, 
1795
 - 
Roma
, 
|   |  |   
1865
), principessa francese 
|   |  |  (Altezza Imperiale), principessa Bonaparte (Altezza), 
│   │  │   che sposò nel 
1815
 don Mario 
Gabrielli
,
│   │  │   principe di 
Prossedi
 (
Roma
, 
1773
 - 
Roma
, 
1841
) e nel 
1842
 il 
|   |  |   cavaliere Settimio Centamori (†1889)
│   │  └──>
Cristina Egypta
 (
Parigi
, 
1798
 - 
Roma
, 
1847
), 
|   |      principessa francese (Altezza Imperiale), principessa Bonaparte (Altezza),
│   │        sposò nel 1818 il conte 
Arvid Posse
 (
Stoccolma
,
│   │       
1782
 - 
Washington
, 
1826
) e, dopo l'annullamento (
1823
) del matrimonio,
│   │       nel 
1824
 sposò Lord 
Dudley Coutts Stuart
 (
Londra
, 
1803
 - 
Stoccolma
, 
1854
)
│   │       └──>Paul Coutts Stuart (
1826
 - 
1899
)
│   └──>10 figli dalla seconda sposa, 
Alexandrine de Bleschamp
 (
1778
 - 
1855
):
│       └──>
Pietro Napoleone Bonaparte
 (
1815
 - 
1881
), 
|       |    sposò Justine Eleanore Ruflin detta 
Nina
 (
1831
 - 
1905
)
│       │      └──>
Rolando Napoleone Bonaparte
 (
1858
 - 
1924
), sposò Marie Blanc 
|       |      |     (
1859
 - 
1882
)
│       │      │   └──>
Maria Bonaparte
 (1882 - 
1962
), studiosa di 
|       |      |        psicanalisi; sposò nel 
1907
 il principe 
Giorgio di Grecia

│       │      └──>Giovanna Bonaparte (
1861
 - 
1910
), sposò Christian,
│       │           marchese di Villeneuve-Esclapon (
1852
 - 
1931
)
│       └──>
Luigi Luciano Bonaparte
 (1813 - 1891) sposò nel 
1832
 Maria Anna Cecchi (27 
|       |    marzo 
1812
 - 17 marzo 
1891
), dalla quale si separò nel 
1850
;
│       │    sposò in seconde nozze (15 giugno 1891) la convivente 
|       |    
Marie Clémence Richard
 (
1830
 - 
1915
) dalla quale aveva avuto:
│       │          └──>Luigi Clodoveo (
1859
 - 
1894
), senza figli
│       └──>Letizia Cristina (1804 - 1871), sposò nel 1821 sir Thomas Wise 
|       |   (1791 - 1862)
│       └──>Giuseppe Luciano (1806 - 1807)
│       └──>Giovanna (1807 - 1829, sposò il marchese Onorato Honorati (1800 - 1856)
│       └──>Paolo Maria (1808 - 1827)
│       └──>Antonio Luciano (1816 - 1877), sposò nel 1839 Carolina Cardinali 
|       |   (1823 - 1879), nessun discendente
│       └──>Alessandrina Maria (1818 - 1874), sposò nel 1836 il conte 
|           Vincenzo Valentini di Laviano (1808 - 1858)
│       └──>Costanza (1823 - 1876), suora e poi badessa del Sacro Cuore in Roma
│       └──>
Carlo Luciano Bonaparte
 (
1803
 - 
1857
),
│            sposò la cugina 
Zenaide Letizia Bonaparte
(
1801
 - 
1854
)
│               └──>Giuseppe-Luciano Bonaparte (
1824
 - 
1865
)
│               └──>
Luciano-Luigi-Giuseppe Bonaparte
 
|               | (
1828
 - 
1895
) divenuto 
cardinale
 nel 
1868

│               └──>Giulia Bonaparte (
1830
 - 
1900
), sposò nel 1847 Alessandro del 
|                   Gallo, marchese di Roccagiovine, Cantalupo e Bardella (1826 - 1892)
│               └──>Carlotta Bonaparte (
1832
 - 
1901
), sposò nel 1848 Pietro Primoli,
│                   conte di Foglia (1821 - 1883)
│               └──>Maria Bonaparte (
1835
 - 
1890
), sposò nel 1851 il conte Paolo 
|                   Campello della Spina (1829 - 1917)
│               └──>Augusta Bonaparte (
1836
 - 
1900
), sposò nel 1856 
|               |   
Placido Gabrielli
, principe di Prossedi
│               └──>
Napoleone-Carlo Bonaparte
 (
1839
 - 
1899
), sposò la principessa 
|               |   Cristina Ruspoli (1842 - 1907)
│               │   └──>Zenaide (1860 - 1862)
│               │   └──>Maria (1870 - 1947), sposò nel 1891 il generale Enrico Gotti 
|               |      (1867 - 1920)
│               │   └──>Eugenia (1872 - 1949), sposò nel 1898 Napoleone Ney 
|               |       (1870 - 1928), dal quale divorziò nel 1923
│               └──>Bathilde Bonaparte (
1840
 - 
1861
), sposò nel 1856 Luigi de 
|                   Cambacérès (1832 - 1868)
├──>
Elisa Bonaparte
 (
1777
 - 
1820
) sposò 
Felice Baciocchi
 (
1762
 - 
1841
)
│   └──> Felice Napoleone Baciocchi (
1798
 - 
1799
)
│   └──> 
Elisa Napoleona
 (
1806
 - 
1869
), che sposò il conte Filippo Camerata-Passionei
│   │    de' Mazzoleni (
1805
 - 
1882
), dal quale si separò nel 1832
│   │    └──>Napoleone Carlo Felice Camerata-Passionei de' Mazzoleni (1826 - 1853)
│   └──> Girolamo Carlo Baciocchi (
1810
 - 
1811
)
│   └──> Federico Napoleone Baciocchi (
1813
 - 
1833
)
├──>
Luigi Bonaparte
 (
1778
 - 
1846
) sposò 
Ortensia di Beauharnais
 (
1783
 - 
1837
)
│   └──>
Napoleone Carlo Bonaparte
 (
1802
 - 
1807
)
│   └──>
Luigi Bonaparte II
 (
1804
 - 
1831
)
│   └──>
Napoleone III
 (
1808
 - 
1873
), sposò 
Eugenia de Montijo
 (
1826
 - 
1920
)
│       └──> 
Napoleone Eugenio Luigi Bonaparte
 (
1856
 - 
1879
)
│
├──>
Paolina Bonaparte
 (
1780
 - 
1825
), sposò nel 
1797
 il generale
|      
Victor Emanuel Leclerc
 (
1772
 - 
1802
) dal quale ebbe un figlio
|      che morì a pochissimi anni d'età; rimasta vedova, sposò nel 
1803
 il
|     
principe romano Camillo Borghese
 (
1775
 - 
1832
).
│
├──>
Carolina Bonaparte
 (
1782
 - 
1839
) sposò (gennaio 
1800
) 
|   | 
Gioacchino Murat
 (
1767
 - 
1815
)
│   └──>
Napoleone Achille
 (
1801
 – 
1847
), sposò Catherine Willis, 
|   |      una nipote di 
George Washington
[
13
]

│   └──> 
Letizia
 (
1802
 – 
1859
), sposò il marchese Guido Taddeo Pepoli (
1823
)
[
13
]

│   └──>
Luciano Carlo Napoleone
 (
1803
–
1878
), principe di 
Pontecorvo
, sposò nel 
1831

│   │   
Carolina Georgina Frazer
, americana (
1810
-
1879
), dalla quale ebbe
|   |   tre figli e due figlie
[
13
]

│   └──>
Luisa Giulia
 (
1805
-
1889
), sposò il conte 
ravennate
 
Giulio Rasponi
, 
|   |      dal quale ebbe due figli e una figlia.
[
13
]

│
└──>
Girolamo Bonaparte
 (
1784
 - 
1860
)
    ├──> da 
Elizabeth Patterson Bonaparte
 (
1785
 - 
1879
):
    │      └──>
Girolamo Napoleone Bonaparte
 (1805 - 1870) che sposò Susan May Williams
    │             (1812 - 1881)
    │          ├──>
Carlo Giuseppe Bonaparte
 (
1851
 - 
1921
), sposò 
    |          |  Ellen Channing Day (1852 - 1924)
    │          └──>
Girolamo Napoleone Bonaparte II
 (
1830
-
1893
), sposò Caroline Le Roy
    │               Appleton Edgar
    │              ├──> 
Luisa Eugenia Bonaparte
 (
1873
-
1923
), sposò nel 1896
    │              │       il conte 
Adam Carl von Moltke-Huitfeld
 (1864 - 1944)
    │              └──> 
Girolamo Napoleone Carlo Bonaparte
 (
1878
 - 
1945
), sposò 
    │               nel 1914 Blanche Pierce Stenbeigh (1872 - 1950), senza discendenti
    └──> da 
Caterina di Württemberg
 (
1783
 - 
1835
):
    !       └──>
Matilde
 (
1820
 - 
1904
), sposò nel 
1840
 il principe di San Donato,
    !           Anatole Demidoff (1813 - 1870)
    !       └──>
Napoleone Giuseppe Carlo Paolo Bonaparte
 (
1822
 - 
1891
) sposò nel 
1859

    !           
Maria Clotilde di Savoia
 (
1843
 – 
1911
)
    !           └──>
Maria Letizia Bonaparte
, (1866 – 1926), principessa, sposò nel 
1888
 
    !           |      lo zio 
Amedeo di Savoia
 (1845 - 1890)
    !           │   └──> 
Umberto di Savoia-Aosta
, conte di Salemi
 (
1889
 - 
1918
), celibe
    !           └──>Napoleone Luigi Giuseppe Girolamo, (
1864
 - 
1932
), principe e 
    !           |   generale russo
    !           └──>
Napoleone Vittorio Bonaparte
 (
1862
-
1926
), sposò
    !                  
Clementina del Belgio
 (
1872
 – 
1955
)
    !               └──>Maria Clotilde (
1912
 - 
1996
)
    !               └──>
Luigi Girolamo Vittorio Napoleone Bonaparte
 (
1914
 -
1997
) 
    !                   sposò nel 
1949
 Alix de Foresta (
1926
 - vivente)
    !                   └──>Girolamo Bonaparte, Saverio Maria Giuseppe Vittorio
    !                   │   (14 gennaio 1957 - vivente), celibe, senza figli.
    !                   └──>
Carlo Napoleone Bonaparte
 (
1950
 - vivente), sposò 
    !                   |      (
1978
) Beatrice di Borbone-Due Sicilie (
1950
 - vivente) 
    !                   |   | dalla quale divorziò nel 
1989

    !                   │   │   └──>
Giovanni Cristoforo Bonaparte
 (
1986
 - vivente)
    !                   │   └──>Carolina Maria Costanza, nata il 24 ottobre 
1980

    !                   │   └──>sposò Jeanne-Françoise Valliccioni (
1958
 - vivente)
    !                   │       └──>Sofia Caterina, (
1992
 - vivente)
    !                   │       └──>Anh (
1998
 - vivente), figlia adottiva vietnamita
    !                   └──>
Caterina
 Elisabetta Alberica Maria (19 ottobre 
1950
), sposò 
    !                   |   nel 
1974
 Nicolò San Martino d'Agliè dei marchesi di
    !                   │   Fontanetto; divorziata, nel 
1982
 sposò Jean Dualé
    !                   └──>
Laura
 Clementina Genoveffa (
Parigi
, 8 ottobre 
1952
), 
    !                        sposò nel 
1982
 Jean-Claude Leconte (
1948
 - vivente)
    └──> da Adélaïde Mélanie Denizot, sposata Lagarde (1788 - 1844)
    !       └──>Félicité-Mélanie Adélaïde Legarde (1803 - 1876), che sposò il barone 
    !           Carl von Schlotheim (
1796
 - 
1869
)
    └──> da Diana Waldner von Freundstein, sposata Diana Rabe von Pappenheim 
              (1788 - 1844)
            └──>Jeromée Catharina Jenny Rabe von Pappenheim (1811 - 1890), sposata 
            |   von Gustedt, nonna della scrittrice, e politica femminista 
            │   
Lily Braun
 (1865 - 1916)
            └──>Marie Pauline von Schönfeld (1813 - ?), dal 1832 suora in un convento 
                di Parigi
```

## Gli studi genetici sui Buonaparte/Bonaparte
Degli studi , analizzando resti di follicoli piliferi di Napoleone I e il DNA-Y dell'attuale capo della casata, hanno dimostrato la genetica dei discendenti di Carlo Buonaparte, identificando la "firma" genetica della linea maschile della famiglia come appartenente all'aplogruppo E1b1b1c (E-M34).

## Regnanti della famiglia Bonaparte
Imperatori dei Francesi 
- Napoleone I (1804-1814, 1815), Primo Console di Francia (1799-1804), Presidente della Repubblica Italiana (1802-1805), Re d'Italia (1805-1814), Protettore della Confederazione del Reno (1806-1813), Mediatore della Confederazione svizzera (1803-1813), Coprincipe di Andorra (1806-1814, 1815)
- Napoleone II (1815), Re di Roma dalla nascita, anche se non regnò mai,  Coprincipe di Andorra (1815)
- Napoleone III (1852-1870), Presidente della Repubblica francese (1848-1852), Coprincipe di Andorra (1848-1870)

 Re d'Olanda 
- Luigi I (1806-1810)
- Luigi II (1810), anche Granduca di Berg e Clèves (1809-1813)

 Re di Napoli 
- Giuseppe I (1806-1808), poi Re di Spagna (1808-1813)

 Re di Vestfalia 
- Girolamo I (1807-1813)

 Re di Spagna 
- Giuseppe I (1808-1813), già Re di Napoli (1806-1808)

 Principessa di Lucca e Piombino 
- Elisa Bonaparte,  a Lucca: 1808-1813; a Piombino: 1805-1808

 Duchessa di Massa e Principessa di Carrara 
- Elisa Bonaparte (1806-1814)

 Granduchessa di Toscana 
- Elisa Bonaparte (1809-1814)

 Principessa di Guastalla 
- Paolina Bonaparte (1806)

## Galleria d'immagini

### Ritratti

Napoleone I, imperatore dei francesi (1804-1814, 1815), primo console di Francia (1799-1804), presidente della Repubblica Italiana (1802-1805), re d'Italia (1805-1814), protettore della Confederazione del Reno (1806-1813), mediatore della Confederazione svizzera (1803-1813) e coprincipe di Andorra (1806-1814, 1815)
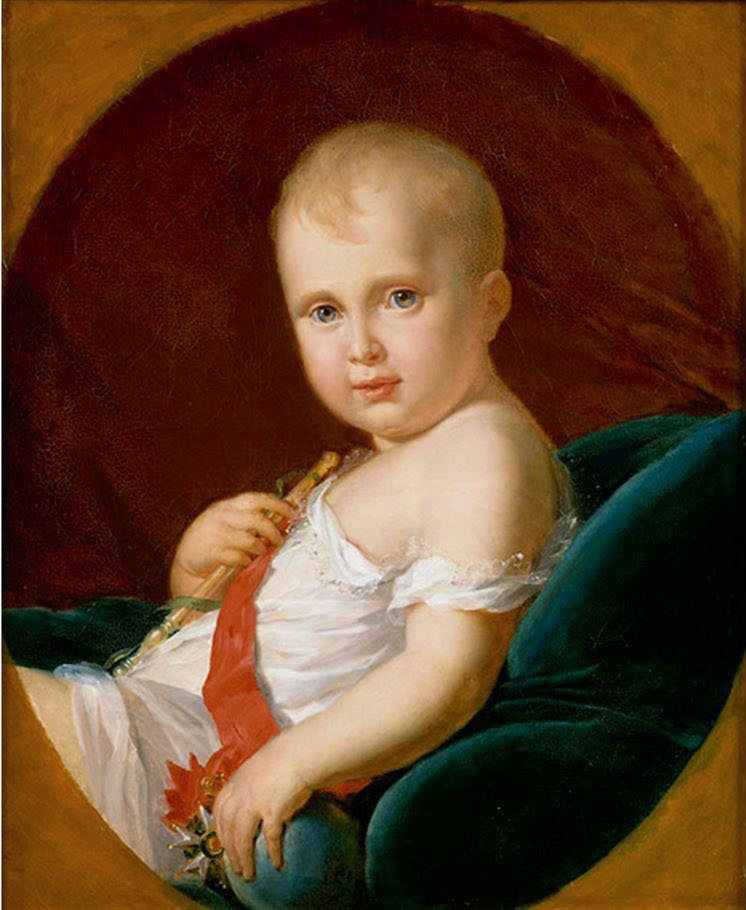
Napoleone II, re di Roma e coprincipe di Andorra (1815)
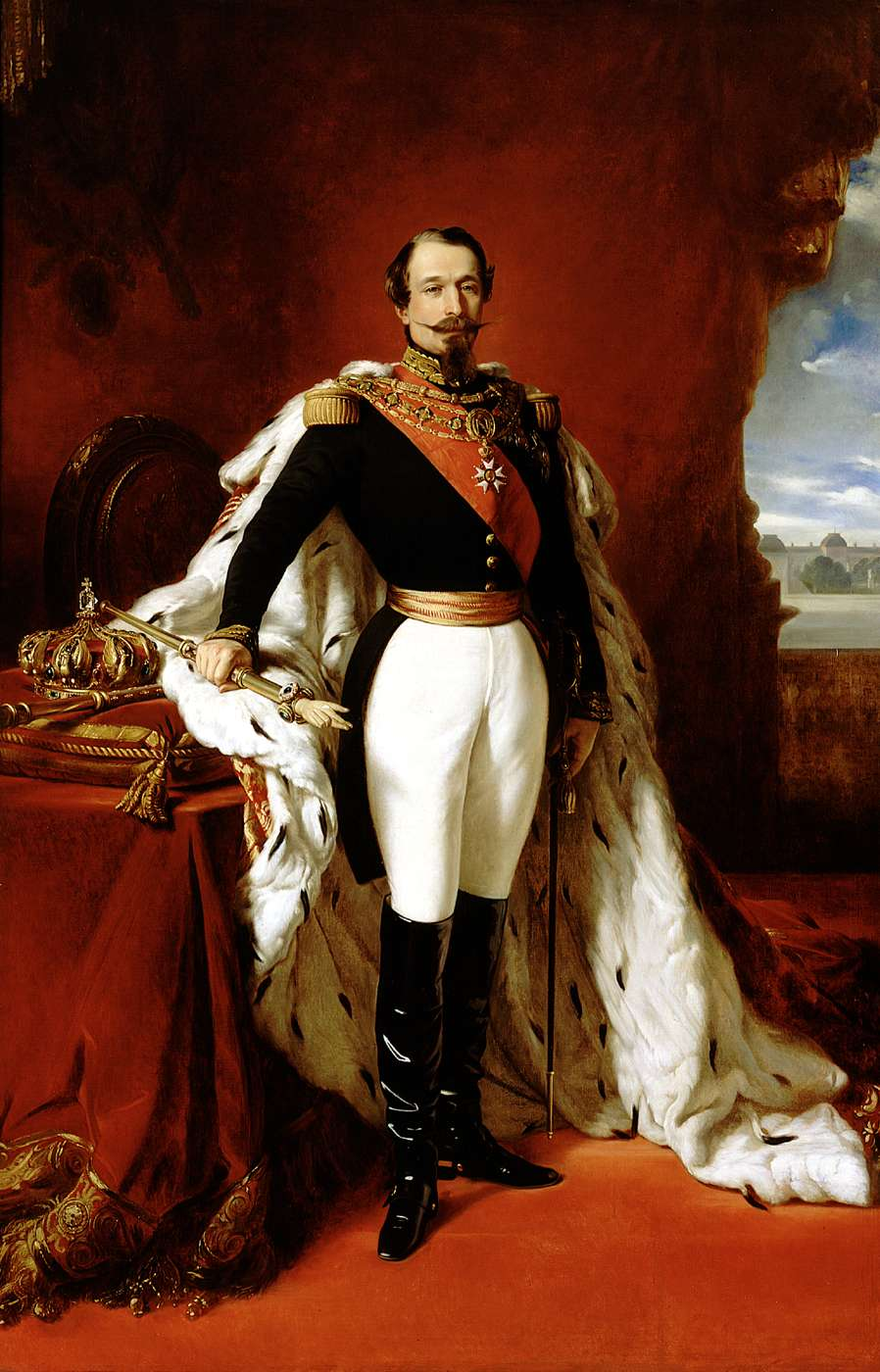
Napoleone III, imperatore dei francesi (1852-1870), presidente della Repubblica francese (1848-1852) e coprincipe di Andorra (1848-1870)
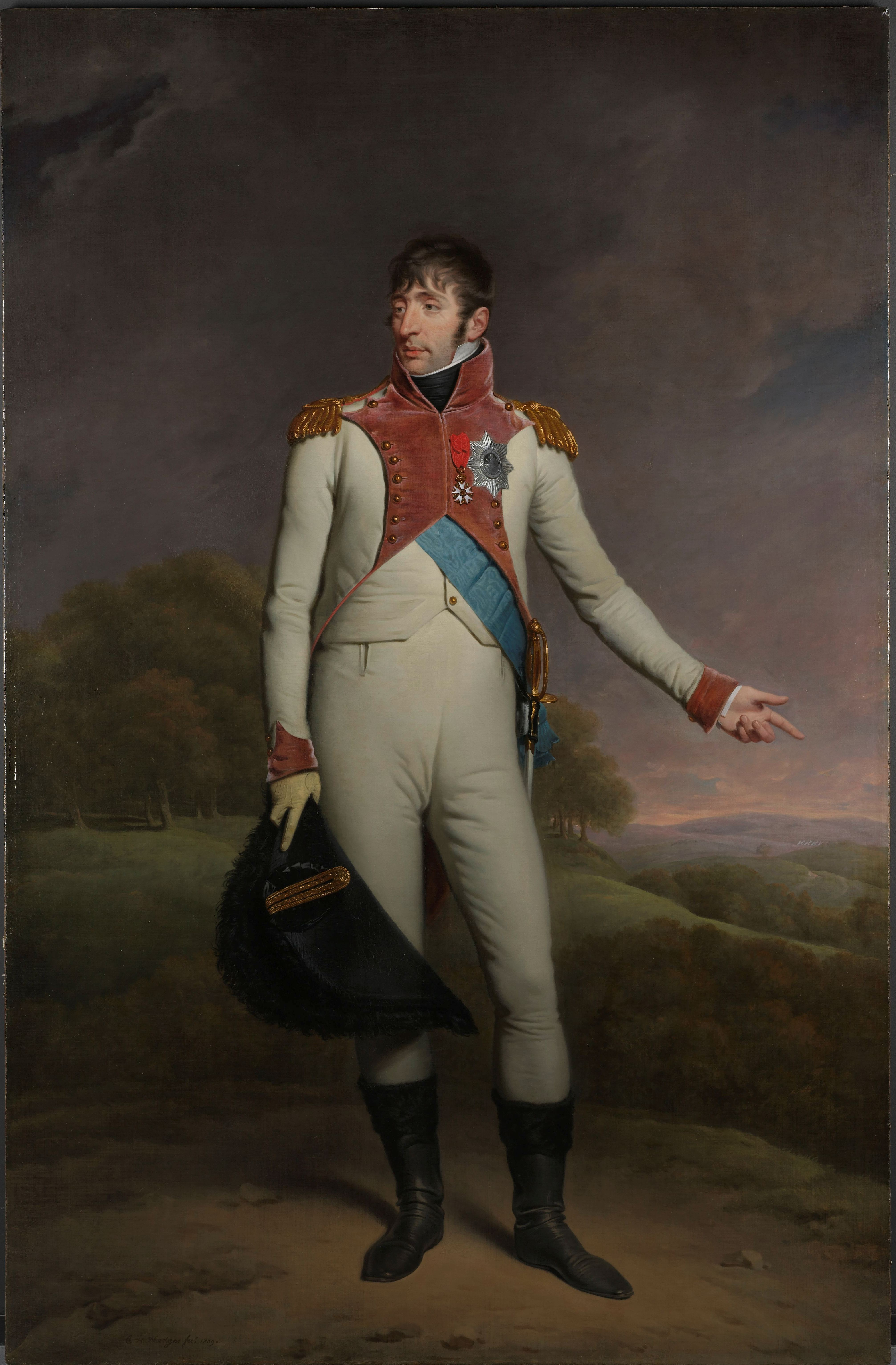
Luigi I, re d'Olanda (1806-1810)
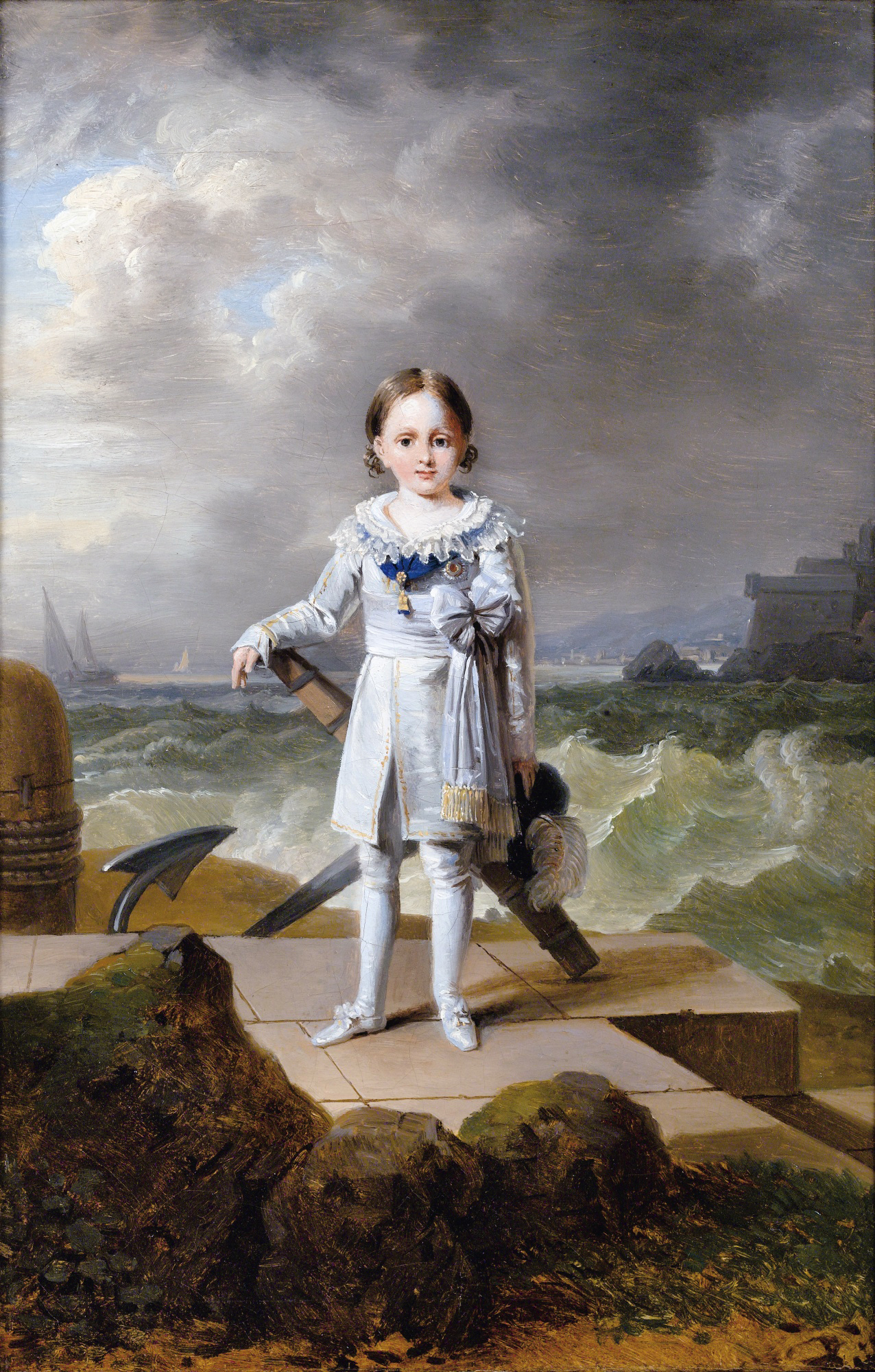
Luigi II, re d'Olanda (1810) e granduca di Berg e Clèves (1809-1813)
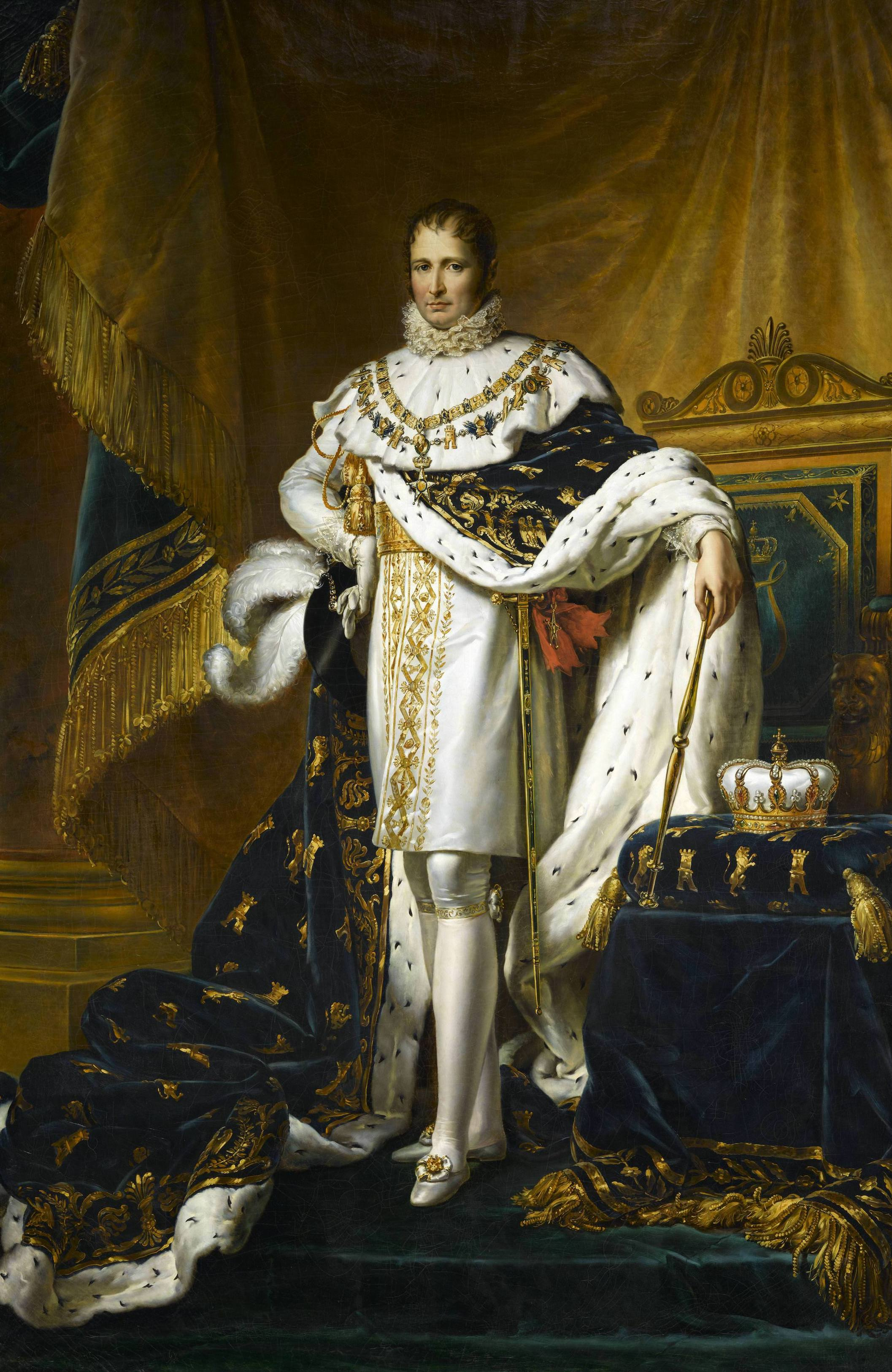
Giuseppe I, re di Napoli (1806-1808) e re di Spagna (1808-1813)
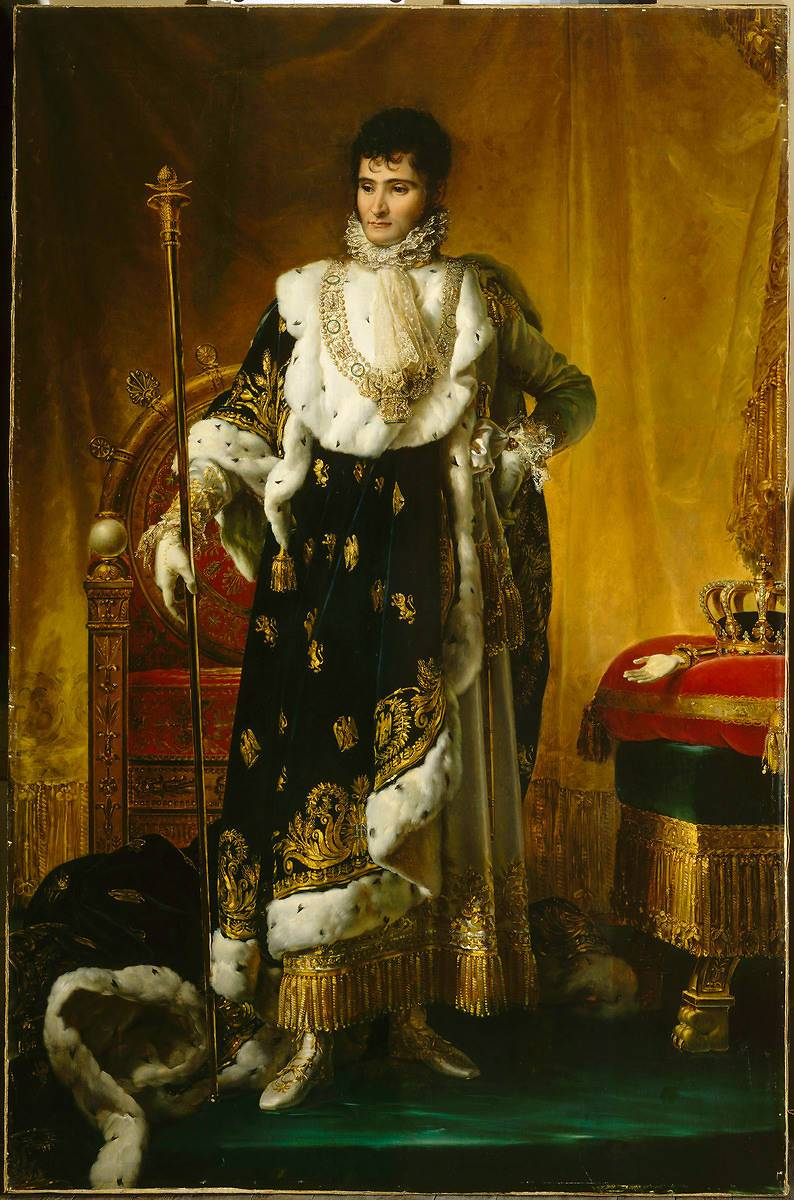
Girolamo I, re di Vestfalia (1807-1813)
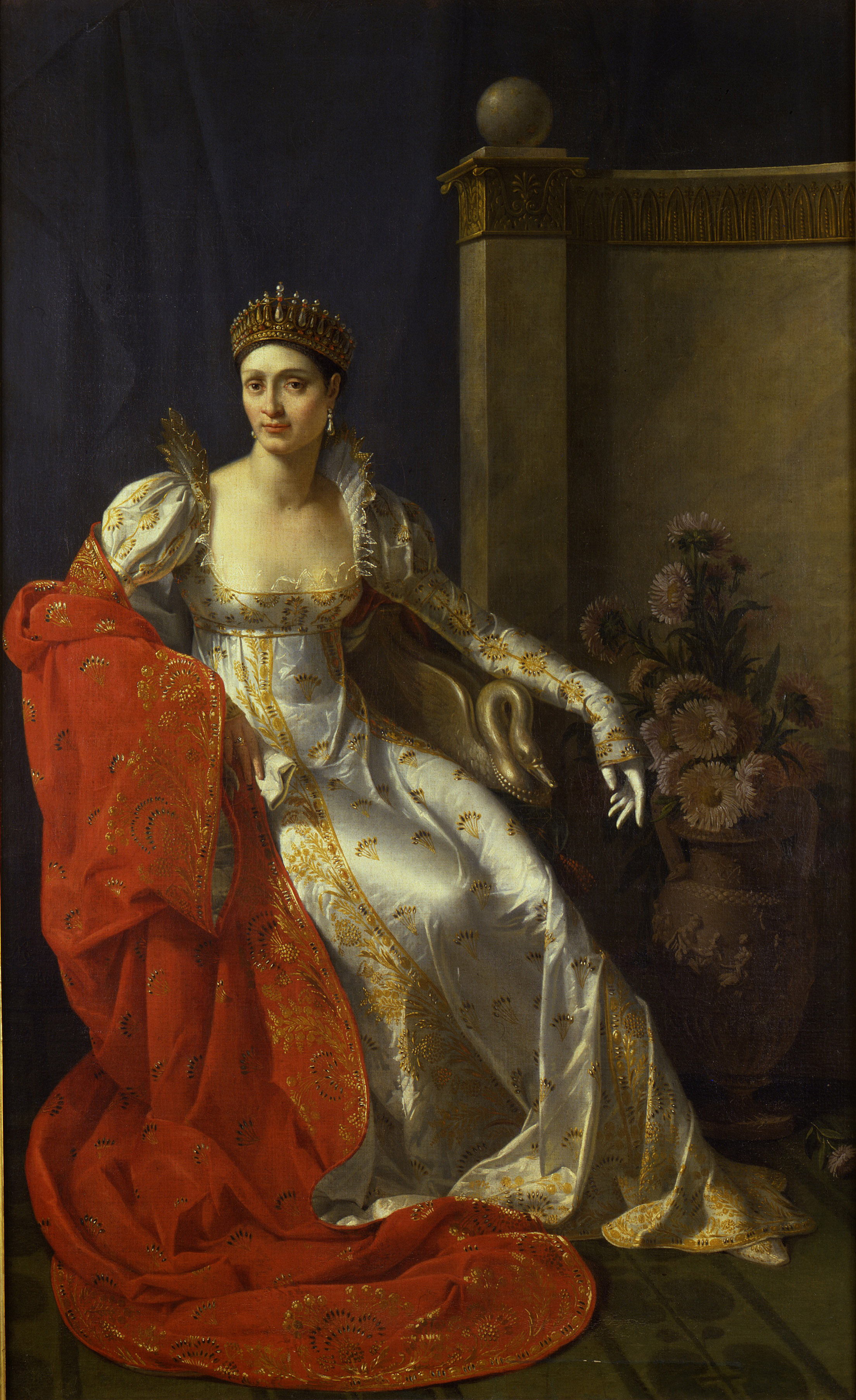
Elisa Bonaparte, granduchessa di Toscana (1809-1814), principessa di Lucca (1805-1814) e Piombino (1805-1808) e duchessa di Massa e principessa di Carrara (1806-1814)
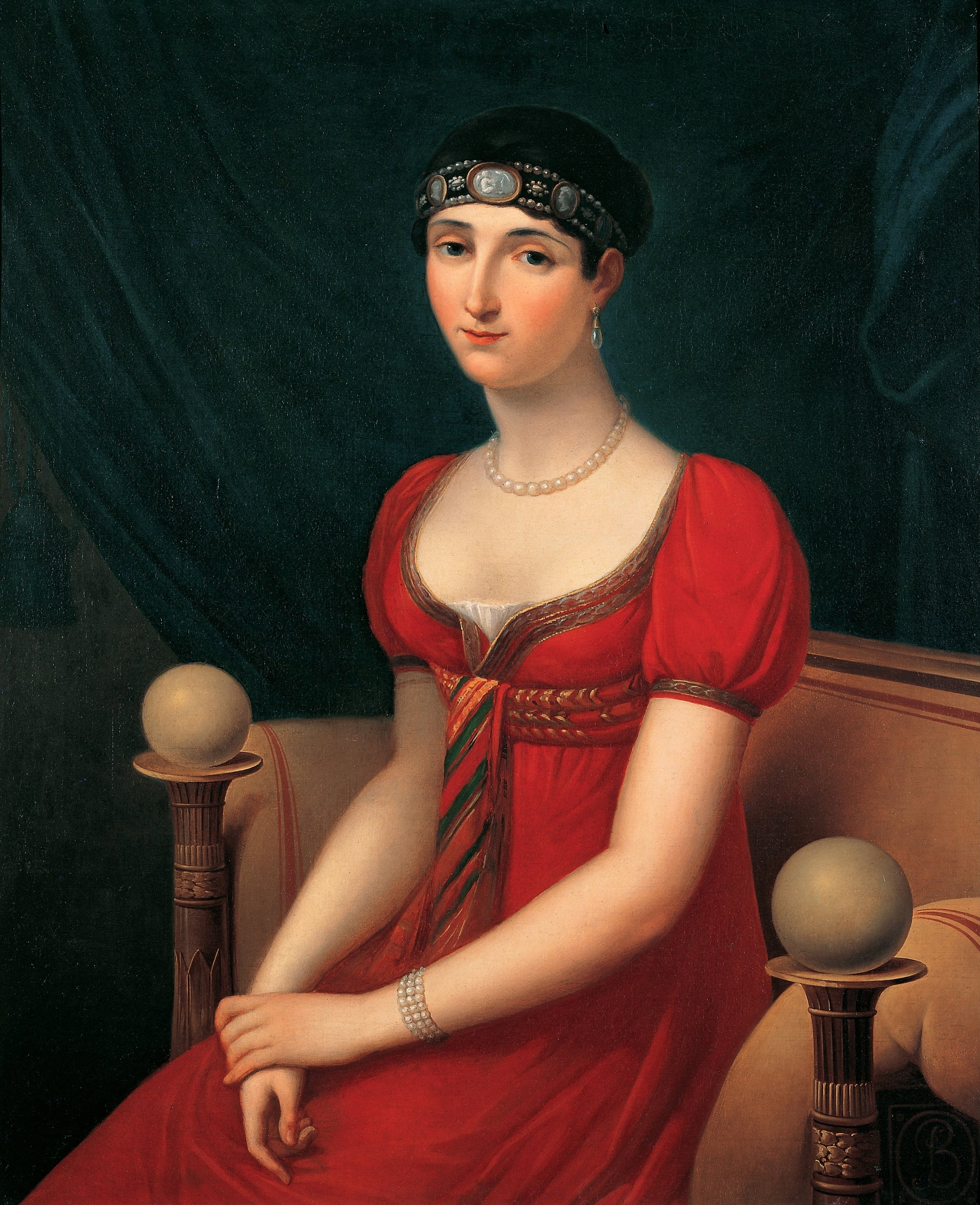
Paolina Bonaparte, duchessa di Guastalla (1806)

### Armoriale

Arma della famiglia Bonaparte (Buonaparte) di San Miniato
Arma della famiglia Bonaparte (Buonaparte) di San Miniato
Arma della famiglia Bonaparte (Buonaparte) di San Miniato
Arma della famiglia Bonaparte (Buonaparte) di Firenze (Santa Maria Novella)
Arma della famiglia Bonaparte (Buonaparte) di Firenze (Santo Spirito)
Arma della famiglia Buonaparte prima di Napoleone
Stemma imperiale di Napoleone
Arma del Regno d'Italia dal 1805 al 1814
Arma del Regno dell'Elba dal 1814 al 1815
Stemma imperiale di Napoleone III di Francia